# Juniperus occidentalis
Juniperus occidentalis (en anglès "western juniper" o "sierra juniper") és una espècie de conífera de la família de les cupressàcies nativa de l'oest dels Estats Units. És un arbre o arbust que creix entre els 800 i els 3.000 metres d'altitud, rarament es troba per sota dels 100 m.

## Descripció

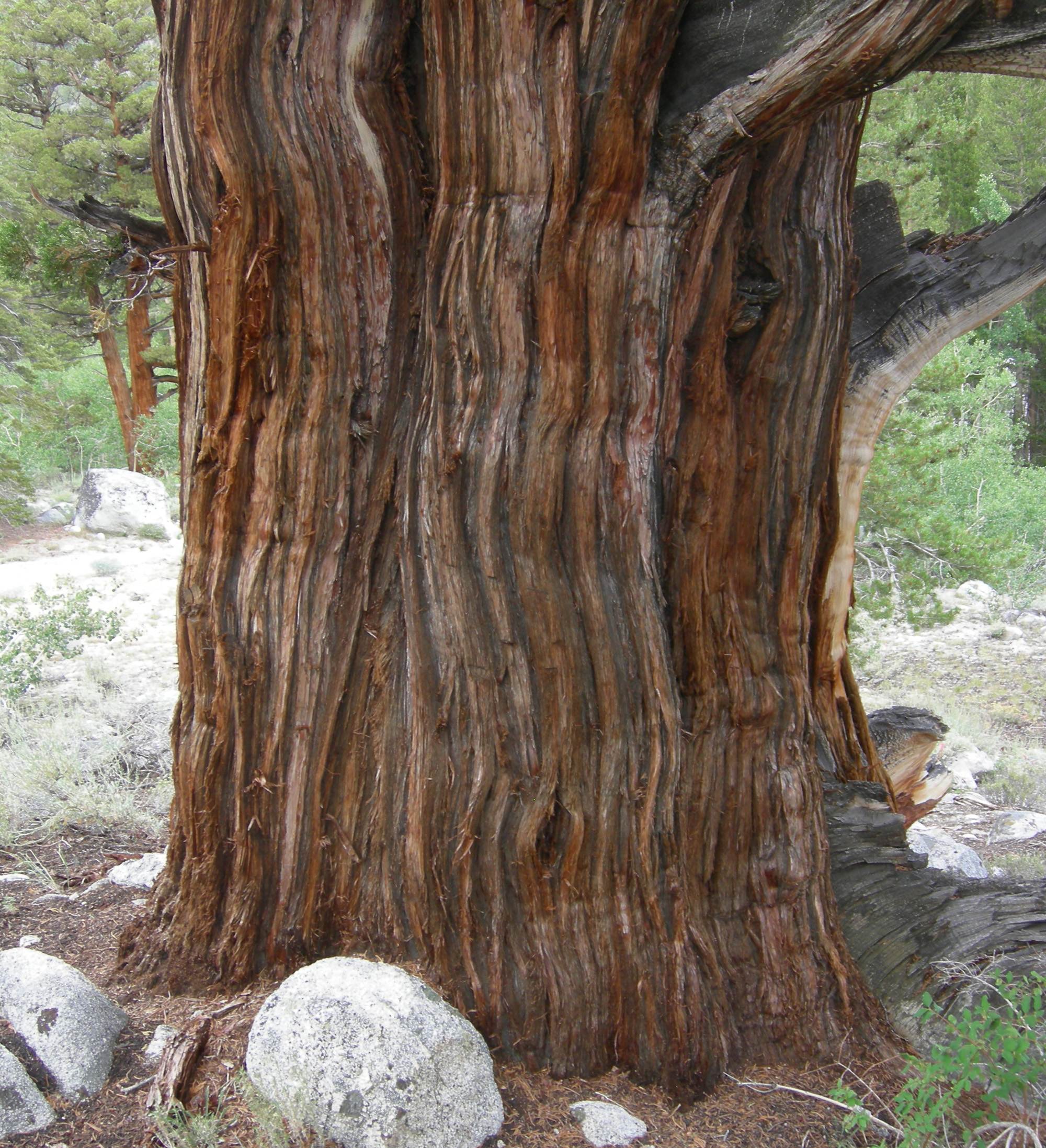
Escorça de Juniperus occidentalis var. australis, Sierra Nevada oriental, Rock Creek Canyon, Califòrnia.

Les fulles es disposen en parells de verticils de tres fulles esquamoses d'1–2 mm de llargada, fins a 5 mm en els brots principals. Les fulles juvenils són aciculars. Els fruits semblen baies de 5–10 mm de diàmetre de color blavenc-marronós i maduren en 18 mesos.
Els fruits alimenten i són dispersats per diversos ocells. Les plantes sovint presenten agalles de l'insecte Oligotrophus betheli (Bibionomorpha: Cecidomyiidae).

## Varietats
Hi ha dues varietats de Juniperus occidentalis tractades com subespècies per alguns botànics:
- Juniperus occidentalis var. occidentalis: al nord de la latitud 40° 30' N.
- Juniperus occidentalis var. australis: Sierra juniper. Califòrnia i occident de Nevada, al sud de la latitud de 40° 30'.

## Arbre vell
El Bennett Juniper de Stanislaus National Forest de Califòrnia es considera que té 3.000 anys i presenta una alçada de 26 m i un diàmetre de 3,88 m.

## Hàbitat
Juniperus occidentalis normalment creix en llocs secs i rocosos on no té competència amb altres espècies d'arbres. De vegades es presenten híbrids naturals amb Juniperus osteosperma.